# مخطمات
المخطمات (الاسم العلمي:†Rhynchonellidae) هي فصيلة منقرضة من عضديات الأرجل تتبع رتبة المخطميات من الطائفة المخطمانية.

## التصنيف
- أسرة †المخطماوات
  - جنس †المخطمة